# Mycena clariviolacea
Mycena clariviolacea es una especie de hongo basidiomicetos de la familia Mycenaceae. 

## Descripción
Se reportó como una nueva especie en el año 2007, fue encontrada en Kanagawa, Japón, entre las hojas y ramas caídas de los robles y de los Castanopsis (junio a septiembre), la diferencia con otros de su especie está dada en la forma del sombrero (píleo) que son cónicas y cuando están más maduros convexas (en forma de campana), miden hasta 2,5 centímetros de diámetro y su color es violáceo, cambiando luego a gris violáceo, su tallo es delgado, de 1 a 3 milímetros de espesor y miden entre 3 y 4 centímetros de largo. 